# Himalayafiskuv
Himalayafiskuv (Ketupa flavipes) är en asiatisk fågel i familjen ugglor.

## Utseende och läten
Himalayafiskuven är en mycket stor (48–58 cm) uggla med vågrätt ställda örontofsar. Ovansidan är ljusorange och kraftigt svartstreckad och tydlig orangebeige bandning på vingtäckare och vingpennor. Den har vidare en vitaktig fläck på pannan, medan undersidan är rostorange och likt ovansidan med grova svarta streck utan tvärbandning som hos brun fiskuv. Liknande arten blek fiskuv är mycket mindre, ljusare och framför allt undertill mycket mindre streckad. Lätet beskrivs i engelsk litteratur som ett djupt "whoo-hoo". Även ett kattlikt jamande hörs.

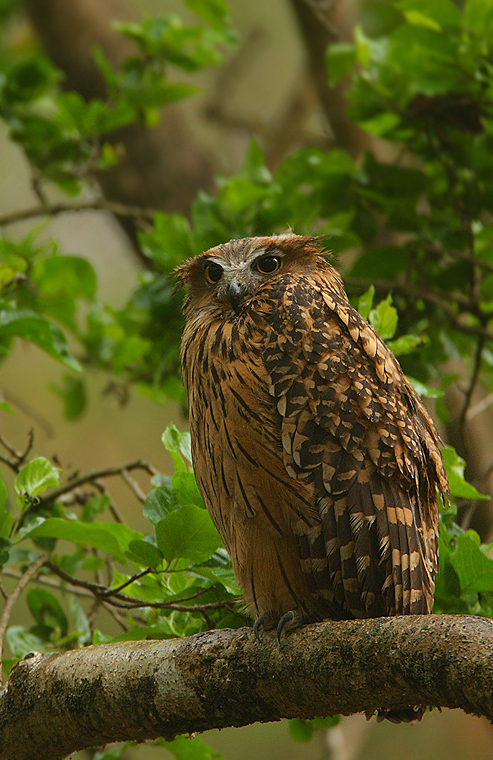

## Utbredning och systematik
Fågeln förekommer från Himalaya till södra Kina, nordöstra Myanmar, södra Indokina och Taiwan. Den behandlas som monotypisk, det vill säga att den inte delas in i några underarter.

## Status och hot
Arten har ett stort utbredningsområde och en stor population, men tros minska i antal, dock inte tillräckligt kraftigt för att den ska betraktas som hotad. Internationella naturvårdsunionen IUCN kategoriserar därför arten som livskraftig (LC).